# Kaumberg
Kaumberg är en ort och kommun  i Österrike. Den ligger i distriktet Lilienfeld i förbundslandet Niederösterreich, 40 km sydväst om huvudstaden Wien. 
Kommunen består av sex orter (Ortschaften) (inom parentes invånarantal 1 januari 2024):
- Höfnergraben (70)
- Kaumberg (657)
- Laabach (166)
- Obertriesting (74)
- Steinbachtal (29)
- Untertriesting (77)